# Siqiao, Fujian
Siqiao (kinesiska: 泗桥乡) är en socken i sydöstra Kina. Den ligger i Zhouning härad i staden Ningde i provinsen Fujian, omkring 120 kilometer norr om provinshuvudstaden Fuzhou. Antalet invånare är 6 928. Befolkningen består av 3 348 kvinnor och 3 580 män. Barn under 15 år utgör 17,0 %, vuxna 15-64 år 66 %, och äldre över 65 år 15,0 %.